# Телевизия в Румъния
Телевизията в Румъния е въведена през август 1955 година.
Националната телевизия започва да излъчва на 31 декември 1956 година. До 1989 година излъчва само държавната телевизия, след което се появяват и частни канали.
В началото на 2009 година официално е оповестено, че топ телевизии са: Pro TV, Antena 1, OTV, Realitatea TV, TVR 1, Acasă TV, Prima TV и Antena 3.
Румъния е с голяма степен на присъствие на кабелна телевизия в домакинствата – 79%.

## Списък
Национални
- TVR 1
- TVR 2
- TVR Cultural
- TVR Internațional

Кабелни
- PRO TV
- PRO Cinema
- Kiss TV

|  | Тази страница частично или изцяло представлява превод на страницата Television in Romania в Уикипедия на английски. Оригиналният текст, както и този превод, са защитени от Лиценза „Криейтив Комънс – Признание – Споделяне на споделеното“, а за съдържание, създадено преди юни 2009 година – от Лиценза за свободна документация на ГНУ. Прегледайте историята на редакциите на оригиналната страница, както и на преводната страница, за да видите списъка на съавторите. ВАЖНО: Този шаблон се отнася единствено до авторските права върху съдържанието на статията. Добавянето му не отменя изискването да се посочват конкретни източници на твърденията, които да бъдат благонадеждни. |